# Institute for Advanced Study

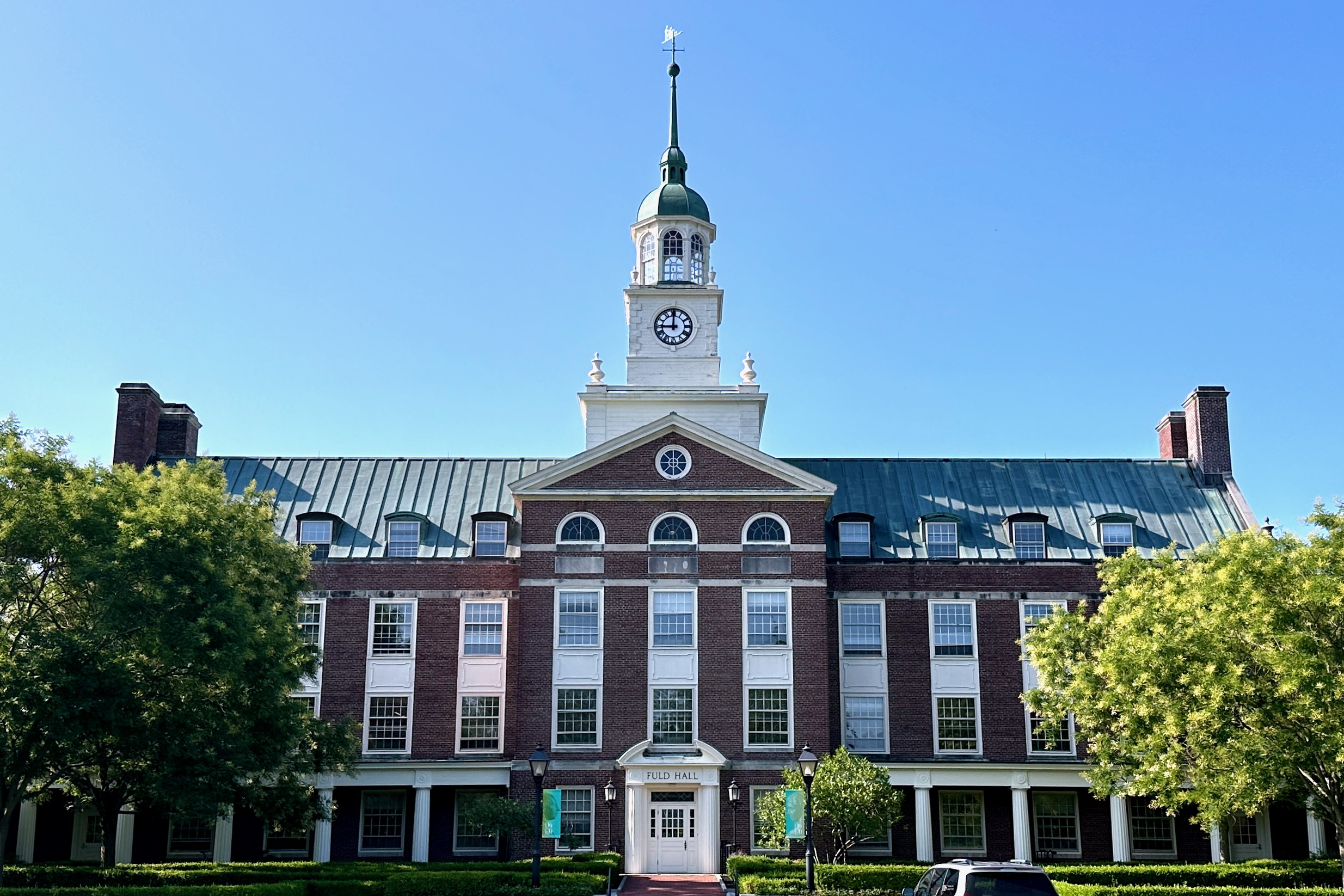
Fuld Hall.

Institute for Advanced Study (IAS) är ett forskningscenter i Princeton, i New Jersey i USA grundat år 1930. Även om institutet är lokaliserat på samma ort som Princeton University finns det ingen formell koppling.
Det är mest känt för att Albert Einstein arbetade där efter sin flytt från Tyskland. Andra betydelsefulla forskare som verkat vid institutionen är Kurt Gödel, Robert Oppenheimer och John von Neumann. Bland de svenskar som varit verksamma där kan nämnas Arne Beurling och Lars Hörmander.
Institutet består av fyra avdelningar, en avdelning för vart och ett av ämnena historia, naturvetenskap, matematik samt samhällsvetenskap. Vid institutet försiggår ingen undervisning, och institutets forskare kan bedriva forskning helt fritt utan styrning.